# البنك المركزي الفنزويلي
البنك المركزي الفنزويلي هو البنك المركزي لفنزويلا. يحتفظ بسعر صرف ثابت لبوليفار فنزويلي (العملة الرسمية للبلاد) ومنذ عام 1996 هو الوكيل الحاكم لنظام المقاصة (بما في ذلك غرفة المقاصة الآلية).

## القوانين الفعلية
بموجب القانون، فإن البنك المركزي الفنزويلي مستقل في صياغة وممارسة السياسات في مجال اختصاصه ويؤدي واجباته ووظائفه بالتنسيق مع السياسة الاقتصادية العامة. يمنح الدستور استقلالية البنك المركزي لتحديد السياسات وتنفيذها. ومع ذلك، اعتبارًا من عام 2016 ، أدت الإصلاحات التي اعتبرها البعض غير دستورية إلى إلغاء المركز المستقل لها بشكل فعال.
يخضع تصدير أو استيراد أو تداول العملة الفنزويلية أو الأجنبية إلى اللوائح التي يضعها البنك، بما في ذلك رحيل أو وصول العملات المعدنية والأوراق النقدية المقدمة من بلدان أخرى بموجب أمر صريح منه.

## روابط خارجية
- الموقع الرسمي: بانكو سنترال دي فنزويلا